# Organisationsmittel
Unter Organisationsmitteln sind in der Ablauf- und Aufbauorganisation sowohl Arbeitsmittel als auch formale Gestaltungsmittel zu verstehen.

## Allgemeines
Organisationsmittel unterstützen die Organisation in Unternehmen oder der öffentlichen Verwaltung (Behörden). Träger der Organisation sind die in ihr handelnden Menschen, aber auch die Organisationsmittel haben eine erhebliche und stets wachsende Bedeutung. Für Erich Kosiol waren 1955 die Arbeitsmittel für den rationellen Arbeitsablauf von großer Bedeutung. Was er meinte, waren jedoch Organisationsmittel. Organisationsmittel sollen den geordneten Arbeitsablauf ermöglichen oder fördern.

## Arten
Zu den Organisationsmitteln gehören Sachmittel und Gestaltungsmittel, also realtechnische und nicht realtechnische. Das sind einerseits materielle wie Büromaschinen, Büromaterial, Maschinen, technische Anlagen oder Werkzeuge. Andererseits gehören auch formale Gestaltungsmittel wie beispielsweise Aktenvermerke, Arbeitsanweisungen, Formular- und Vordruckwesen, Kontenplan, Kontenrahmen, Organigramm, Protokolle, Stellenbeschreibung, Stellenplan, Tagesordnungen für Verhandlungen oder Wartelisten dazu. Auch eine Checkliste oder beispielsweise eine in Excel erstellte Tabelle mit den Stichpunkten für den Ablauf einer Besprechung kann ein Organisationsmittel sein. Der Computer entwickelte sich zum Mittelpunkt des Organisationssystems.
Die Steuer sei das ureigenste Geldeinnahmemittel des öffentlichen Sektors und als solches ein volkswirtschaftliches Organisationsmittel.
Im weitesten Sinne wird der Begriff Organisationsmittel in einer abstrakten Mittel-Ziel-Beziehung benutzt, wenn es etwa heißt, dass ein Organisationsziel mit einem optimalen Einsatz der Organisationsmittel angestrebt wird.